# Юніорський турнір ФІФА 1953
Юніорський турнір ФІФА 1953 — пройшов у Бельгії з 31 березня по 6 квітня. У фіналі збірна Угорщини перемогла збірну Югославії 2:0.

## Учасники
- Аргентина (запрошена збірна)
- Австрія
- Бельгія (господарі)
- Англія
- Франція
- Німеччина
- Угорщина
- Люксембург
- Нідерланди
- Північна Ірландія
- Ірландія
- Саар
- Іспанія
- Швейцарія
- Туреччина
- Югославія

## Перший раунд
| 31 березня 1953 |

| Англія | 2 – 0 | Бельгія |
| ------ | ----- | ------- |
|        |       |         |

| Брюссель |

| 31 березня 1953 |

| Німеччина | 3 – 2 | Аргентина |
| --------- | ----- | --------- |
|           |       |           |

| Льєж |

| 31 березня 1953 |

| Угорщина | 4 – 0 | Швейцарія |
| -------- | ----- | --------- |
|          |       |           |

| Гент |

| 31 березня 1953 |

| Ірландія | 1 – 0 | Нідерланди |
| -------- | ----- | ---------- |
|          |       |            |

| Антверпен |

| 31 березня 1953 |

| Люксембург | 4 – 3 | Австрія |
| ---------- | ----- | ------- |
|            |       |         |

| Намюр |

| 31 березня 1953 |

| Іспанія | 5 – 0 | Саар |
| ------- | ----- | ---- |
|         |       |      |

| Мехелен |

| 31 березня 1953 |

| Туреччина | 1 – 0 | Франція |
| --------- | ----- | ------- |
|           |       |         |

| Кортрейк |

| 31 березня 1953 |

| Югославія | 5 – 1 | Північна Ірландія |
| --------- | ----- | ----------------- |
|           |       |                   |

| Брюгге |

## Кваліфікація

### 9-те— 16-те місця
| 2 квітня 1953 |

| Франція | 2 – 1 | Австрія |
| ------- | ----- | ------- |
|         |       |         |

| Нівель |

| 2 квітня 1953 |

| Нідерланди | 2 – 1 | Швейцарія |
| ---------- | ----- | --------- |
|            |       |           |

| Галле |

| 2 квітня 1953 |

| Бельгія | 4 – 3 | Північна Ірландія |
| ------- | ----- | ----------------- |
|         |       |                   |

| Алст |

| 2 квітня 1953 |

| Аргентина | 7 – 0 | Саар |
| --------- | ----- | ---- |
|           |       |      |

| Лір |

### 1-ше— 8-ме місця
| 2 квітня 1953 |

| Угорщина | 4 – 0 | Ірландія |
| -------- | ----- | -------- |
|          |       |          |

| Брюссель |

| 2 квітня 1953 |

| Іспанія | 5 – 1 | Німеччина |
| ------- | ----- | --------- |
|         |       |           |

| Антверпен |

| 2 квітня 1953 |

| Туреччина | 3 – 0 | Люксембург |
| --------- | ----- | ---------- |
|           |       |            |

| Монс |

| 2 квітня 1953 |

| Югославія | (ж) 1 – 1 (дод. час) | Англія |
| --------- | -------------------- | ------ |
|           |                      |        |

| Льєж |

## Півфінали

### 13-те— 16-те місця
| 4 квітня 1953 |

| Швейцарія | 3 – 1 | Австрія |
| --------- | ----- | ------- |
|           |       |         |

| Діест |

| 4 квітня 1953 |

| Саар | 6 – 5 | Північна Ірландія |
| ---- | ----- | ----------------- |
|      |       |                   |

| Брюссель |

### 9-те— 12-те місця
| 4 квітня 1953 |

| Нідерланди | 3 – 0 | Франція |
| ---------- | ----- | ------- |
|            |       |         |

| Тінен |

| 4 квітня 1953 |

| Аргентина | 4 – 1 | Бельгія |
| --------- | ----- | ------- |
|           |       |         |

| Дендермонде |

### 5-те— 8-ме місця
| 4 квітня 1953 |

| Англія | 3 – 1 | Німеччина |
| ------ | ----- | --------- |
|        |       |           |

| Бум |

| 4 квітня 1953 |

| Ірландія | 3 – 2 | Люксембург |
| -------- | ----- | ---------- |
|          |       |            |

| Мехелен |

### 1-ше— 4-те місця
| 4 квітня 1953 |

| Угорщина | 2 – 0 | Туреччина |
| -------- | ----- | --------- |
|          |       |           |

| Брюссель |

| 4 квітня 1953 |

| Югославія | 3 – 1 | Іспанія |
| --------- | ----- | ------- |
|           |       |         |

| Верв'є |

## Фінальні матчі

### Матч за 15-те місце
| 5 квітня 1953 |

| Північна Ірландія | 2 – 1 | Австрія |
| ----------------- | ----- | ------- |
|                   |       |         |

| Брюссель |

### Матч за 13-те місце
| 5 квітня 1953 |

| Швейцарія | 2 – 2 Саар відмовився грати додатковий час | Саар |
| --------- | ------------------------------------------ | ---- |
|           |                                            |      |

| Вілворде |

### Матч за 11-те місце
| 5 квітня 1953 |

| Бельгія | 4 – 3 | Франція |
| ------- | ----- | ------- |
|         |       |         |

| Брюссель |

### Матч за 9-те місце
| 5 квітня 1953 |

| Аргентина | 3 – 1 | Нідерланди |
| --------- | ----- | ---------- |
|           |       |            |

| Брюссель |

### Матч за 7-ме місце
| 5 квітня 1953 |

| Люксембург | 3 – 2 | Німеччина |
| ---------- | ----- | --------- |
|            |       |           |

| Ронсе |

### Матч за 5-те місце
| 5 квітня 1953 |

| Англія | 2 – 0 | Ірландія |
| ------ | ----- | -------- |
|        |       |          |

| Левен |

### Матч за 3-тє місце
| 6 квітня 1953 |

| Туреччина | 3 – 2 | Іспанія |
| --------- | ----- | ------- |
|           |       |         |

| Брюссель |

## Фінал
| 6 квітня 1953 |

| Угорщина | 2 – 0 | Югославія |
| -------- | ----- | --------- |
|          |       |           |

| Брюссель |

| Чемпіон Європи 1953 |
| ------------------- |
| Угорщина 1-й титул  |